# Trichosia hypertricha
Trichosia hypertricha är en tvåvingeart som beskrevs av Menzel och Werner Mohrig 1997. Trichosia hypertricha ingår i släktet Trichosia och familjen sorgmyggor. Inga underarter finns listade i Catalogue of Life.